# P. J. 워싱턴

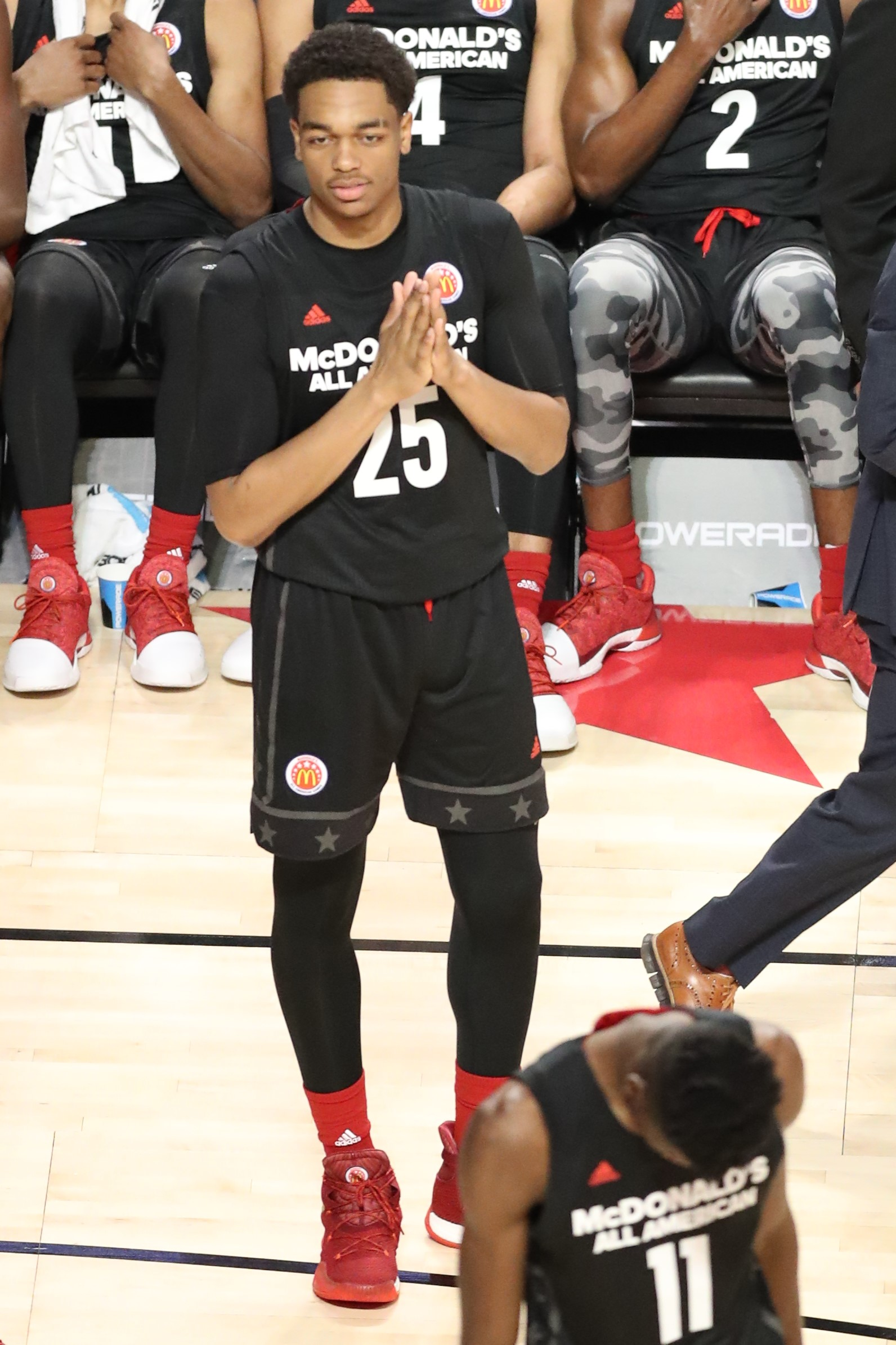

P. J. 워싱턴(P. J. Washington, 본명: 폴 자메인 워싱턴 주니어, Paul Jamaine Washington Jr., 1998년 8월 23일 ~ )는 전미 농구 협회(NBA)의 댈러스 매버릭스의 미국 프로 농구 선수이다. 켄터키 와일드캣츠(Kentucky Wildcats)에서 대학 농구를 했다. 2019년 NBA 드래프트 1라운드에서 전체 12순위로 샬럿 호니츠에 지명된 뒤, 2020년 NBA 올루키 세컨드팀에 지명됐다. 워싱턴은 2024년 2월 트레이드 마감일에 매버릭스로 트레이드됐고, 팀이 2024 NBA 파이널에 진출하도록 도왔다.

## 어린 시절
워싱턴은 켄터키주 루이빌에서 태어났다. 그의 가족은 세인트 루이스와 시카고로 이주한 후 텍사스 주 프리스코에 정착했다. 워싱턴은 달라스의 프라임 프렙 아카데미(Prime Prep Academy)에 다녔고 프리스코(Frisco)의 론스타 고등학교(Lone Star High School)에서 짧은 시간을 보낸 뒤 네바다 주 헨더슨의 핀들레이 프렙(Findlay Prep)으로 전학해 동료 5성 신입생인 알론조 트리어(Allonzo Trier)와 데리크 손튼(Derryck Thornton)과 합류했다. 주니어 시절 그는 경기당 평균 16.8 득점, 9.5 리바운드, 4.0 어시스트를 기록했다. 주니어 시즌이 끝난 후 워싱턴은 나이키 EYBL 서킷에서 전 NBA 올스타 페니 하드웨이(Penny Hardaway)의 후원을 받는 AAU 팀인 팀 페니에 적응했다. 4학년 때 워싱턴은 경기당 평균 19.6득점, 9.4리바운드, 6.1어시스트를 기록했다. 워싱턴은 2017 조던 브랜드 클래식(Jordan Brand Classic)과 맥도널드 올 아메리칸 게임(McDonald's All-American Game)에 모두 선정되었다.